# Pompoir

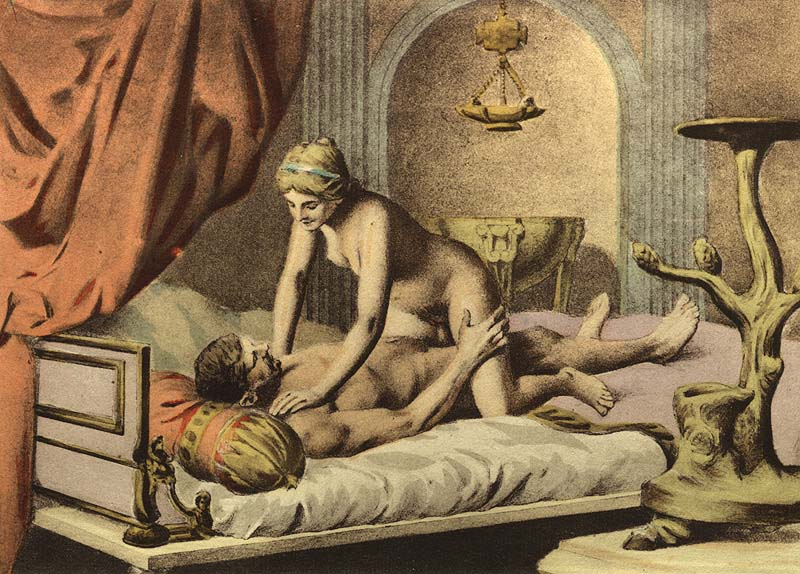
En la posición de vaquera, el hombre es pasivo mientras la mujer toma la iniciativa (ilustración de 1906 de Édouard-Henri Avril).

El pompoir o pompoarismo es una técnica milenaria oriental, derivada del tantra, que consiste en la contracción y relajación de los músculos pubocoxígeos y busca como resultado el placer sexual. Para ejercitar la técnica, en el caso de las mujeres se usan bolas chinas, pequeñas bolas conectadas a través de un cable de nailon o silicona. También se afirma que el pompoir puede ser beneficioso contra la incontinencia y la preparación para el canal para partos naturales más fáciles.
Otros nombres comunes incluyen beso de Singapur, cangrejera (en Venezuela) y cocomordán (en República Dominicana).

## Historia

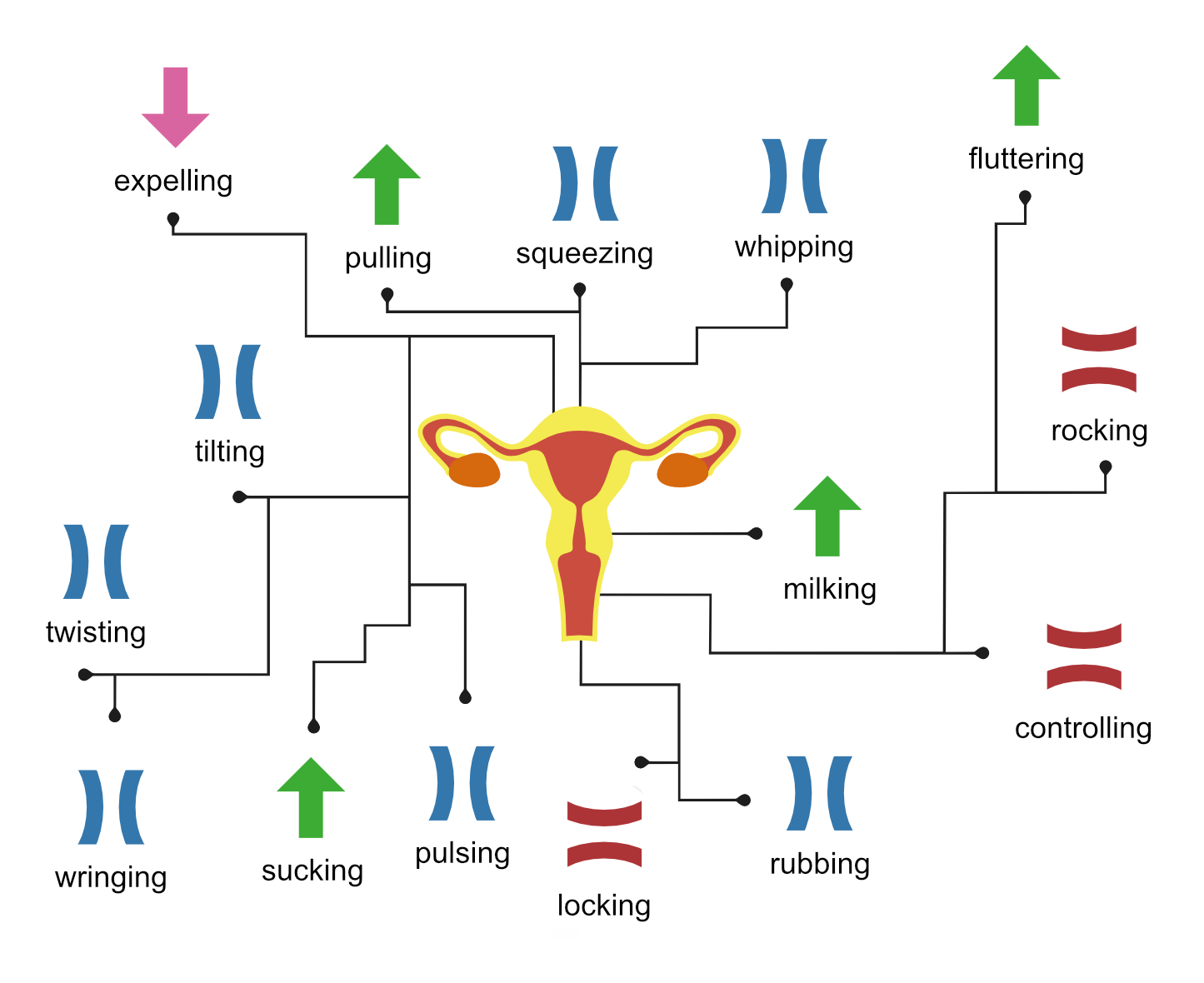
Técnicas Pompoir.

Es una técnica milenaria de Oriente. Nació en la India y se perfeccionó en Tailandia. Los primeros ejercicios han llegado con una transformación de los extensos ejercicios tántricos preparatorias para el Maithuna. Esta transformación fue desarrollado inicialmente por las sacerdotisas de los templos Gran Madre a ser utilizados en los rituales de fertilidad. Con el tiempo la técnica se fue expandiendo y volviéndose cada vez más popular. En Tailandia se acostumbra a pasar a la técnica de madre a hija, como es habitual para el futuro marido a pagar una dote a los padres, y el valor depende de la educación, las habilidades musicales y habilidades sexuales de la futura esposa.
Un ejercicio similar fue desarrollado en la década de 1950 por el ginecólogo Arnold Kegel. En 1952 Kegel "desarrolló" algunos ejercicios para las mujeres que tenían un problema de la incontinencia urinaria. Con la investigación descubrió que el músculo pubocoxígeo estaba fuera de forma y no funcionaba correctamente. Mediante el ejercicio de estos músculos, el problema médico se resolvió y se aumentó el potencial de las sensaciones genitales y el orgasmo. En parte debido a que el flujo sanguíneo aumenta en músculos ejercitados, y el aumento del flujo sanguíneo está relacionado con la facilidad de la excitación y el orgasmo. Cuando se aumenta la fuerza de un músculo, aumenta el suministro de sangre, el efecto secundario: el aumento de flujo de sangre a la pelvis implica niveles más elevados de excitación y orgasmos más intensos.
Hoy en día es indispensable entre los comerciantes del sexo, que utilizan esta capacidad a su promoción y actuaciones de "Pompoartístico" en el que demuestran que se puede fumar un cigarrillo colocado entre los labios genitales; succionar un plátano con la vagina y aplastarlo utilizando sólo las contracciones musculares de los anillos del fondo de la vagina hacia adelante; levantar objetos pesados; lanzar objetos a distancia; abrir botellas; retener agua de diferentes colores bailar y expulsarlas sin haberlas mezclado.

## Movimientos básicos
Muchos de los ejercicios propuestos para el pompoir son parte de los "ejercicios de Kegel", sugeridos por los ginecólogos para prevenir la flacidez posparto y prevenir la incontinencia urinaria.
- Chupitar - "succionar" y "mamar" el pene en la vagina.
- Estrangular - apretar el cuello del glande con uno de los anillos vaginales.
- Expulsar - forzar hacia fuera el cuerpo del pene, dejando sólo el glande del pene en la vagina.
- Ordeñar - masajear el pene de una manera ordenada, utilizando anillos vaginales.
- Succionar - solamente introducir el glande del pene en la mujer que intentará después succionar con la vagina el cuerpo del pene.
- Torcer - empujar y girar el pene con los anillos vaginales.
- Trabar - contraer la vagina con el fin de evitar la salida del pene.

## Versión masculina
El pompoir, para los hombres, está relacionado con el levantamiento de pesas pequeñas, contrayendo los músculos del pene para obtener mejores resultados sexuales.  
El pompoir masculino consiste en movimientos con los músculos pubocoxígeos del hombre y el movimiento voluntario a través de diversas técnicas y conocimientos para fortalecer el esfínter, el perineo y todos los músculos en el erector del pene - la técnica se desarrolla una mayor circulación en la zona pélvica, mejorar el rendimiento sexual y por consiguiente la potencia y el placer del hombre, así como proporcionar más placer y satisfacción a las mujeres.
- Datos: Q1820617